# Zöldi Gergely
Zöldi Gergely (Budapest, 1968. április 8. – ) magyar műfordító, dramaturg, dalszövegíró, az Orlai Produkciós Iroda művészeti tanácsadója.

## Életpályája
Bölcsész szülőktől származik, szülei mindketten könyvtárosok voltak. Családja generációkra visszamenőleg rendelkezik színházi gyökerekkel. A Madách Imre Gimnázium elvégzése után 1987–90 között a Külkereskedelmi Főiskola, 1991–96 között az ELTE BTK angol szakának hallgatója, többek között Nádasdy Ádám tanítványa. Néhány évet a Magyar Televíziónál, majd az RTL munkatársaként dolgozott. Első színházi munkahelye a Katona József Színház (Budapest) volt, ahol sajtóreferensként tevékenykedett, ennek nyomán kérte fel Csákányi Eszter a dalestjében való közreműködésre. A színpadi munkát dalszövegírással kezdte, a 2000-es évek elején olyan produkciók fűződnek nevéhez, mint a nagy sikerű Csákányi - Kulka-est (Nádasdy Ádámmal közösen), vagy a Millenáris Parkban bemutatott Var(r)jak(?) című produkció (Bíró Kriszta, Botos Éva, Elek Ferenc, Pelsőczy Réka, Vass György, rend: Rába Roland).
A zenés produkciók sikere nyomán felkérést kapott a Fővárosi Operettszínháztól további darabok dalszövegeinek fordítására (Dr. Bőregér, Bál a Savoyban, Helló! Igen?!, Rudolf). A zenés produkciók mai napig kedvelt műfajt jelentenek szakmai pályáján, dolgozott többek között Kulka Jánossal, Csákányi Eszterrel, Malek Andreával, Fullajtár Andreával, Pelsőczy Rékával. Kulka János 2010-es "Akarod vagy nem" című aranylemezzé vált CD-jén szereplő dalok többségének fordítója, Leonard Cohen Halleluja című dala magyarul az ő fordításában, Kulka János előadásában vált közismertté. Fordított Brecht dalokat a Magyar Színház 2009-es Szecsuáni jó ember előadásához, valamint Csákányi Eszter és Malek Andrea számára. 2012-ben már dramaturgként tért vissza színházi pályájának első helyszínére a Katona színpadán bemutatott Musik, Musikk, Musique című zenés produkcióval.
Dramaturgként és színpadi fordítóként egyaránt dolgozott számos budapesti és vidéki színház számára. 2004-ben Eszenyi Enikő felkérésére a Vígszínház Tévedések vígjátéka című produkciójának újrafordításában működött közre, melyet tizenkét éve sikerrel játszanak. Elsősorban angol, de orosz, illetve spanyol nyelven íródott darabokat is fordít , utóbbira példa a Müpa Bernarda Alba előadása, illetve Osztrovszkij Négy lába van a lónak, mégis megbotlik című darabja, melyet a Pesti Színház játszott sikerrel Eszenyi Enikő rendezésében (2005). Dramaturgként olyan munkákban működött közre, mint Tábori György darabja, a Mein Kampf Rába Roland rendezésében, Sinkó Lászlóval és Törőcsik Marival a főszerepben a Nemzeti Színházban (2010), a szintén Rába Roland rendezte Sirály Tatabányán (2015), vagy Nyikolaj Erdmann szatírája, az Öngyilkos Guelmino Sándor rendezésében (2016, Tatabánya)
2007 óta folyamatos az együttműködése az Orlai Produkciós Irodával, melynek mára művészeti vezetője, emellett fordítóként és dramaturgként jegyzi számos produkcióját. Többek között olyan népszerű darabok színre vitelében működött közre, mint a Száll a kakukk fészkére, Esőember, Amadeus, A nagy négyes. Tevékeny részese volt annak, hogy Kertész Imre Kaddis című kisregényének New York-i színpadi változata Budapesten vendégszerepeljen, Barbara Lanciers rendezésében, Jake Goodman előadásában.

## Munkássága[5]

### Fontosabb színpadi fordításai
- Billy Van Zandt - Jane Milmore  Bocs, félrement (You've Got Hate Mail), Orlai Produkció, 2016 (rend: Paczolay Béla)
- Richard Bean Egy fenékkel két lovat (One Man, Two Guv'nors), Orlai Produkció, 2016 (rend: Pelsőczy Réka)
- Frederick Knott Várj, míg sötét lesz (Wait Until Dark), Orlai Produkció, 2016 (rend: Novák Eszter)
- Joseph Kesselring Arzén és levendula (Arsenic and Old Lace), József Attila Színház, 2016 (rend: Böhm György)
- Dale Wasserman Száll a kakukk fészkére (One Flew Over the Cuckoo's Nest) Orlai Produkció, 2015 (rend: Znamenák István)
- Mary Orr Mindent Éváról (All About Eve), Orlai Produkció, 2015 (rend: Pelsőczy Réka)
- Ernest Thompson Aranytó (On Golden Pond), Orlai Produkció, 2015 (rend: Gálffi László)
- Noël Coward Vidám kísértet (Blythe Spirit), Játékszín, 2015 (rend: Böhm György)
- Anat Gov: Happy Ending, Orlai Produkció 2014 (rend: Gergye Krisztián)
- Jordi Garcelan Bankhitel (El crédito), Neptun Brigád, 2014 (rend: Cseh Judit)
- Joe DiPietro A folyón túl Itália (Over the River and Through the Woods), Orlai Produkció, 2014 (rend: Znamenák István)
- Bill Manhoff Bagoly és Cica (The Owl and the Pussycat), Orlai Produkció, 2014 (rend: Pelsőczy Réka)
- Peter Shaffer Amadeus, Orlai Produkció, 2014 (rend: Szikszai Rémusz)
- Andrew Lloyd Webber-Don Black Sunset Boulevard, Madách Színház (bemutatásra vár)
- Richard Baer Hitted volna? (Mixed Emotions), Orlai Produkció, 2013 (rend: Verebes István)
- Avery Corman Kramer kontra Kramer (Kramer vs. Kramer), Orlai Produkció, 2012 (rend: Rába Roland)
- John Murrell Az isteni Sarah (Memoir), Orlai Produkció, 2012 (rend: Hargitay Iván)
- Ronald Harwood A nagy négyes (Quartet), Orlai Produkció, Budapest, 2011 (rend: Gálffi László)
- Michael John LaChiusa Bernarda Alba, Müpa, Budapest, 2011 (rend: Böhm György)
- Anthony Schaffer Ördöglakat (Sleuth), Madách/Thália Színház, 2011 (rend: Szirtes Tamás)
- Dan Gordon Esőember (Rain Man), Orlai Produkció, Belvárosi Színház, 2010 (rend: Anger Zsolt)
- Neil Simon-Cy Coleman-Dorothy Fields Sweet Charity, Magyar Színház, 2010 (rend: Pelsőczy Réka)
- Joseph Haydn Philemon és Baucis, Budapesti Tavaszi Fesztival, 2009 (rend: Kovalik Balázs)
- Sam Bobrick-Julie Stein Csókol anyád (Dear Sheldon), Orlai Produkció, Thália Színház, 2009 (rend: Znamenák István )
- Brecht-Dessau A szecsuáni jó ember (Der gute Mensch von Sezuan), dalszövegek, Magyar Színház, 2009 (rend: Guelmino Sándor )
- Jason Robert Brown Volt öt évünk (The Last Five Years), Müpa, 2007 (rend: Böhm György)
- Frank Wildhorn-Jack Murphy Rudolf (Rudolph - the Last Kiss), Budapesti Operett Színház, Szegedi Szabadtéri Játékok, 2006 (rend: Kerényi Miklós Gábor)
- Dean Pitchford-Walter Bobbie-Tom Snow Rongyláb (Footloose), Győr, Nemzeti Színház, 2006 (rend: Böhm György)
- Johann Strauss A denevér (Dr. Bőregér) (Die Fledermaus), Budapesti Operett Színház, 2005 (rend: Kerényi Miklós Gábor)
- Alekszander Osztrovszkij Négy lába van a lónak mégis megbotlik (На всякого мудреца довольно простоты), Pesti Színház, 2005 (rend: Eszenyi Enikő)
- William Shakespeare Tévedések vígjátéka (A Comedy of Errors), Vígszínház, 2004 (rend: Eszenyi Enikő)
- Michael John LaChiusa Helló! Igen!? (Hello Again) (társfordító, Galambos Attilával) Budapesti Operett Színház, 2004 (rend: Böhm György)
- Paul Ábrahám Bál a Savoyban (Ball im Savoy), dalszövegek, Budapesti Operett Színház, 2004 (rend: Eszenyi Enikő)
- Jonathan Larson Robbanás előtt (Tick, Tick, Boom!), Pécs, Nemzeti Színház, 2003 (rend: Paál Gergely)

### Szövegíróként, dramaturgként
- Boomerang Baby - Marlene Dietrich ABC (Fullajtár Andrea estje) - szöveg, Hotel Royal Orfeum, 2015 (rend: Novák Eszter)
- Nyikolai Erdman: Az öngyilkos - dramaturg, Tatabánya Jászai Mari Színház, 2016 (rend: Guelmino Sándor )
- Anton Pavlovics Csehov: Sirály - dramaturg, Tatabánya Jászai Mari Színház, 2015 (rend: Rába Roland)
- Dermedési pont (társszerző, Rába Rolanddal ) Jurányi Ház, 2013
- A szív hídjai (The Bridges of Madison County) (Robert James Waller regényét színpadra alkalmazta), Orlai Produkció, 2013 (rend: Novák Eszter)
- Musik, Musikk, Musique dramaturg, Katona József Színház, 2012 (rend: Pelsőczy Réka)
- Hajtűk (Csákányi Eszter zenés estje) – dalszöveg, szöveg, Orfeum, 2012
- Molière: A fösvény – dramaturg, Nemzeti Színház, 2011 (rend: Rába Roland)
- Federico García Lorca Yerma - dramaturg, Radnóti Színház, Budapest, 2011 (rend: Rába Roland)
- Fejes-Presser:Jó estét nyár, jó estét szerelem – dramaturg, Nemzeti Színház, 2010 (rend: Rába Roland)
- Webber-Rice: Jézus Krisztus Szupersztár - dramaturg, Madách Színház, 2010 (rend: Szirtes Tamás)
- Akarod vagy nem (Kulka János koncert és CD) dalszöveg, szöveg, Kaposvári Csiky Gergely Színház, 2010
- I Love A Piano (Malek Andrea-Walter Lochmann est) szöveg, dalszöveg, Madách Színház, Budapest, 2010
- George Tabori: Mein Kampf, dramaturg, Nemzeti Színház, Budapest, 2009 (rend: Rába Roland)
- Retúr (Malek Andrea koncert); dalszöveg, szöveg, Madách Színház, Budapest, 2009
- Brecht-Weill: Koldusopera - koncert-előadás; dramaturg, szöveg, Müpa, Budapest, 2009
- Bonnie és Clyde -  szöveg, dalszöveg, színpadra alkalmazta, Moulin Rouge Budapest, 2008 (rend: Vági Bence)
- Ma a tiéd vagyok! - Kapócs Zsóka Karády-estje, író, Mikroszkóp Színház, Budapest, 2008. (rend: Vági Bence)
- Csákányi – Kulka  szöveg, dalszöveg, Kaposvár, Csiky Gergely Színház, 2008 (rend: Dékány Edit)
- Tin Andersén Axell: Garbo, dramaturg, Pinceszínház, Budapest, 2007 (rend: Szántó Erika)
- Eisemann: Én és a kisöcsém, dalszöveg, Újvidéki Színház, 2005 (rend: Seress Zoltán)
- Anuilh: Colombe, dalszöveg, Budapesti Kamara Színház, 2004 (rend: Szervét Tibor)
- A fiúk ott bent, szöveg, dalszöveg Sziget Fesztivál, Budapest, 2003 (rend: Rába Roland)
- Krétakör-gála, szöveg, dalszöveg Krétakör Színház, Kapolcs, 2003 (rend: Rába Roland)
- Var(r)jak, szöveg, dalszöveg Kapolcs Művészetek Völgye, Millenáris Színház, Budapest, 2002 (rend: Rába Roland)
- Music Hall szöveg, dalszöveg József Attila Színház, 2002 Budapesti Tavaszi Fesztivál (rend:  Almási-Tóth András)